# Wallenrod
Wallenrod ist ein Stadtteil der Kreisstadt Lauterbach des hessischen Vogelsbergkreises.
Der Ort liegt in Oberhessen und hatte bis Dezember 2011 einen Bahnhof an der Bahnstrecke Gießen–Fulda. In Wallenrod treffen sich die Landesstraßen 3144 und 3165.

## Ortsgeschichte

### Mittelalter
Das Dorf wurde erstmals im Jahre 1294 urkundlich erwähnt: „... in villa Waldenrode...“ Hier wird der Ort in seiner Organisationsform als villa bezeichnet. 1313 heißt es: „... zu Waldinrode ...“ Am Ausgang des Mittelalters wird der Ort 1447 als „villa Wallenrod“ und als „Wallenrode“ bezeichnet.
Der heutige Ortsname wird in der Namensforschung als „Siedlung des Waldo“ erklärt. Er entstand durch Assimilation von - ld - zu - ll -.
In der heutigen Gemarkung findet man vier Wüstungen. Auf „Dorkelnrode“ weist der Flurname „zur Dorkelnrod“ hin. „Hohenwarte“ wurden zwei „wüste“ militärische Anlagen genannt, welche oberhalb der Warte lagen. Von dort bestand eine Blickverbindung auf Schloss Eisenbach. Die Siedlung lag südwestlich von Wallenrod. Schließlich befand sich „Wüstenfeld“ südöstlich von Wallenrod.

### Neuzeit
Die Kirche wurde 1728 erbaut. Im Jahre 1806 wurde der Ort hessisch. Seit 1902 hat Wallenrod eine Molkerei.
Die Statistisch-topographisch-historische Beschreibung des Großherzogthums Hessen berichtet 1830 über Wallenrod:

„Wallenrod (L. Bez. Lauterbach) evangel. Pfarrdorf; liegt im Vogelsberg, 1 St. von Lauterbach, und gehört dem Freiherrn von Riedesel. Man findet 130 Häuser und 759 Einwohner, die alle evangelisch sind, und welche sich stark mit der Verarbeitung des Flachses beschäftigen. Wallenrod hat 1 Kirche und 1 Schulhaus, so wie eine sehr fruchtbare Gemarkung.“

Im Zuge der Gebietsreform in Hessen wurde die Gemeinde Wallenrod am 31. Dezember 1971 auf freiwilliger Basis in die Kreisstadt Lauterbach eingegliedert. Für Wallenrod wurde, wie für die übrigen durch die Gebietsreform nach Lauterbach eingegliederten Gemeinden, ein Ortsbezirk mit Ortsbeirat und Ortsvorsteher eingerichtet.

### Verwaltungsgeschichte im Überblick
Die folgende Liste zeigt die Staaten und Verwaltungseinheiten, denen Wallenrod angehört(e):
- vor 1567: Heiliges Römisches Reich, Oberherrschaft: Landgrafschaft Hessen, Zent Lauterbach der Riedesel Freiherr zu Eisenbach
- ab 1567: Heiliges Römisches Reich, Oberherrschaft: Landgrafschaft Hessen-Marburg, Zent Lauterbach (zur Herrschaft Riedesel)[16]
- 1604–1648: Heiliges Römisches Reich, strittig zwischen Landgrafschaft Hessen-Darmstadt und Landgrafschaft Hessen-Kassel (Hessenkrieg)
- ab 1604: Heiliges Römisches Reich, Landgrafschaft Hessen-Darmstadt, Zent Lauterbach (Freiherren Riedesel zu Eisenbach)[17]
- 1787: Heiliges Römisches Reich, Landgrafschaft Hessen-Darmstadt (Oberfürstentum Hessen), Oberamt Alsfeld, Zent Lauterbach (Freiherren Riedesel zu Eisenbach)
- ab 1806: Großherzogtum Hessen (Souveränitätslande),[Anm. 2] Fürstentum Oberhessen, Oberamt Alsfeld, Zent Lauterbach (zur Herrschaft Riedesel)[18]
- ab 1815: Großherzogtum Hessen (Souveränitätslande), Provinz Oberhessen, Amt Lauterbach (zur Herrschaft Riedesel)
- ab 1821: Großherzogtum Hessen, Provinz Oberhessen, Landratsbezirk Herbstein[Anm. 3]
- ab 1825: Großherzogtum Hessen, Provinz Oberhessen, Umbenennung in Landratsbezirk Lauterbach
- ab 1848: Großherzogtum Hessen, Regierungsbezirk Alsfeld
- ab 1852: Großherzogtum Hessen, Provinz Oberhessen, Kreis Lauterbach
- ab 1867: Norddeutscher Bund,[Anm. 4] Großherzogtum Hessen, Provinz Oberhessen, Kreis Lauterbach
- ab 1871: Deutsches Reich, Großherzogtum Hessen, Provinz Oberhessen, Kreis Lauterbach
- ab 1918: Deutsches Reich (Weimarer Republik), Volksstaat Hessen, Provinz Oberhessen, Kreis Lauterbach
- ab 1938: Deutsches Reich, Volksstaat Hessen, Landkreis Lauterbach[19][Anm. 5]
- ab 1945: Amerikanische Besatzungszone,[Anm. 6] Groß-Hessen, Regierungsbezirk Darmstadt, Landkreis Lauterbach
- ab 1946: Amerikanische Besatzungszone, Hessen, Regierungsbezirk Darmstadt, Landkreis Lauterbach
- ab 1949: Bundesrepublik Deutschland, Hessen, Regierungsbezirk Darmstadt, Landkreis Lauterbach
- ab 1972: Bundesrepublik Deutschland, Hessen, Regierungsbezirk Darmstadt, Vogelsbergkreis, Stadt Lauterbach
- ab 1981: Bundesrepublik Deutschland, Hessen, Regierungsbezirk Gießen, Vogelsbergkreis, Stadt Lauterbach

## Bevölkerung

### Einwohnerstruktur 2011
Nach den Erhebungen des Zensus 2011 lebten am Stichtag dem 9. Mai 2011 in Wallenrod 765 Einwohner. Darunter waren 9 (1,2 %) Ausländer. Nach dem Lebensalter waren 117 Einwohner unter 18 Jahren, 282 zwischen 18 und 49, 153 zwischen 50 und 64 und 213 Einwohner waren älter. Die Einwohner lebten in 315 Haushalten. Davon waren 69 Singlehaushalte, 108 Paare ohne Kinder und 111 Paare mit Kindern, sowie 21 Alleinerziehende und 3 Wohngemeinschaften. In 84 Haushalten lebten ausschließlich Senioren und in 174 Haushaltungen lebten keine Senioren.

### Einwohnerentwicklung
| • 1806: | 722 Einwohner, 121 Häuser |
| • 1829: | 759 Einwohner, 130 Häuser |
| • 1867: | 828 Einwohner, 131 Häuser |

| Wallenrod: Einwohnerzahlen von 1785 bis 2015 | Wallenrod: Einwohnerzahlen von 1785 bis 2015 | Wallenrod: Einwohnerzahlen von 1785 bis 2015 | Wallenrod: Einwohnerzahlen von 1785 bis 2015 | Wallenrod: Einwohnerzahlen von 1785 bis 2015 |
| --- | -------------------------------------------- | -------------------------------------------- | -------------------------------------------- | -------------------------------------------- |
| Jahr |                                              |                                              |                                              | Einwohner                                    |
| 1785 | 1785                                         |                                              | 604                                          | 604                                          |
| 1800 | 1800                                         |                                              | 604                                          | 604                                          |
| 1806 | 1806                                         |                                              | 722                                          | 722                                          |
| 1829 | 1829                                         |                                              | 758                                          | 758                                          |
| 1834 | 1834                                         |                                              | 783                                          | 783                                          |
| 1840 | 1840                                         |                                              | 834                                          | 834                                          |
| 1846 | 1846                                         |                                              | 882                                          | 882                                          |
| 1852 | 1852                                         |                                              | 818                                          | 818                                          |
| 1858 | 1858                                         |                                              | 956                                          | 956                                          |
| 1864 | 1864                                         |                                              | 815                                          | 815                                          |
| 1871 | 1871                                         |                                              | 794                                          | 794                                          |
| 1875 | 1875                                         |                                              | 778                                          | 778                                          |
| 1885 | 1885                                         |                                              | 724                                          | 724                                          |
| 1895 | 1895                                         |                                              | 735                                          | 735                                          |
| 1905 | 1905                                         |                                              | 687                                          | 687                                          |
| 1910 | 1910                                         |                                              | 691                                          | 691                                          |
| 1925 | 1925                                         |                                              | 696                                          | 696                                          |
| 1939 | 1939                                         |                                              | 742                                          | 742                                          |
| 1946 | 1946                                         |                                              | 984                                          | 984                                          |
| 1950 | 1950                                         |                                              | 979                                          | 979                                          |
| 1956 | 1956                                         |                                              | 909                                          | 909                                          |
| 1961 | 1961                                         |                                              | 908                                          | 908                                          |
| 1967 | 1967                                         |                                              | 929                                          | 929                                          |
| 1970 | 1970                                         |                                              | 916                                          | 916                                          |
| 1980 | 1980                                         |                                              | ?                                            | ?                                            |
| 1990 | 1990                                         |                                              | ?                                            | ?                                            |
| 2003 | 2003                                         |                                              | 853                                          | 853                                          |
| 2005 | 2005                                         |                                              | 828                                          | 828                                          |
| 2010 | 2010                                         |                                              | 802                                          | 802                                          |
| 2011 | 2011                                         |                                              | 765                                          | 765                                          |
| 2015 | 2015                                         |                                              | 724                                          | 724                                          |
| Datenquelle: Historisches Gemeindeverzeichnis für Hessen: Die Bevölkerung der Gemeinden 1834 bis 1967. Wiesbaden: Hessisches Statistisches Landesamt, 1968. Weitere Quellen: LAGIS 1785; 1800;; Zensus 2011 |                                              |                                              |                                              |                                              |

### Historische Religionszugehörigkeit
| • 1829: | 758 evangelische und ein katholischer Einwohner                     |
| • 1961: | 776 evangelische (= 85,46 %), 125 katholische (= 13,77 %) Einwohner |

## Politik
Ortsvorsteher ist Frank Caspar (Stand: Juni 2022).